# João Santos
João Pereira dos Santos (Serra Talhada, 26 de outubro de 1907 — Recife, 16 de abril de 2009) foi um industrial e economista brasileiro nascido no estado de Pernambuco. É chamado por seus pares de “empreendedor destemido”. É o fundador do Grupo Industrial João Santos, produtor do Cimento Nassau, e considerado um dos três mais importantes conglomerados do Nordeste, ao lado da Organização Odebrecht (atual Novonor) e do Grupo Queiroz Galvão.

## Cronologia
- 1907 (26 de Outubro): Nasceu João Pereira dos Santos
- 1909: Já órfão de pai, todos os bens da família são destruídos ou ocupados.
- 1915: Conhece o famoso industrial Delmiro Augusto da Cruz Gouveia e, então com oito anos, começa a trabalhar na seção de etiquetas da Fábrica de Linhas da Pedra, em Paulo Afonso, Bahia.
- 1924: Conclui o curso paroquial e já começa a trabalhar no escritório da Great Western, concessionária inglesa das linhas de ferro de Pernambuco.
- 1930: Torna-se bacharel em Ciências Econômicas na então Faculdade de Comércio de Pernambuco.
- 1934: Casa-se com Maria Regueira dos Santos.
- 1934: Em sociedade com Adriano Ferreira, dá um primeiro grande passo como empresário: compra a usina de açúcar Sant'Ana de Aguiar, em Goiana (PE), da qual detinha 35% das ações.
- 1935: João Santos e Adriano Ferreira compram a Usina Santa Tereza, após terem vendido a usina Sant'Ana de Aguiar.
- 1951: Cria a fábrica de Cimento Nassau
- 1972: O Grupo entrou no mercado de celulose e papel com a aquisição da Companhia Indústrias Brasileiras Portela (hoje Cepasa). Posteriormente, adquiriu Itapagé S/A - Celulose, Papéis e Artefatos, localizada no município de Coelho Neto, no estado do Maranhão
- 2007: Completa 100 anos de idade.
- 2009: Falece aos 101 anos de parada cardíaca, foi  o mais importante membro da familia Pereira depois do Barão do Pajeú, seu tio avo, Andrelino Pereira da Silva,  descendente do figaldo Jose Carlos Rodrigues e Ana Joana Pereira da Cunha integrantes da Casa da Torre de Garcia d'Avila.